# Halbmikro-Buttersäurezahl
Die Halbmikrobuttersäurezahl (HBsZ, DGF-Methode C V-9) ist eine Fettkennzahl und gibt den spezifischen Anteil von Milchfett in Fetten an. Dabei werden die flüchtigen Fettsäuren aus einem halben Gramm Fett titriert, die sich in einer schwefelsauren, mit Kaliumsulfat gesättigten Lösung lösen lassen. Dabei werden Buttersäure und nahe Homologe erfasst. Buttersäure kommt unter den Fetten nur im Milchfett vor.

## Prinzip
Nach der Extraktion der Fette erfolgt eine Verseifung zu freien Fettsäuren. Bei einer anschließenden Destillation mit saurem pH-Wert werden nur flüchtige Fettsäuren abgetrennt. Die Carbonsäuregruppen der Buttersäure werden mit einer Lauge neutralisiert und somit titriert.